# Johann Jeep

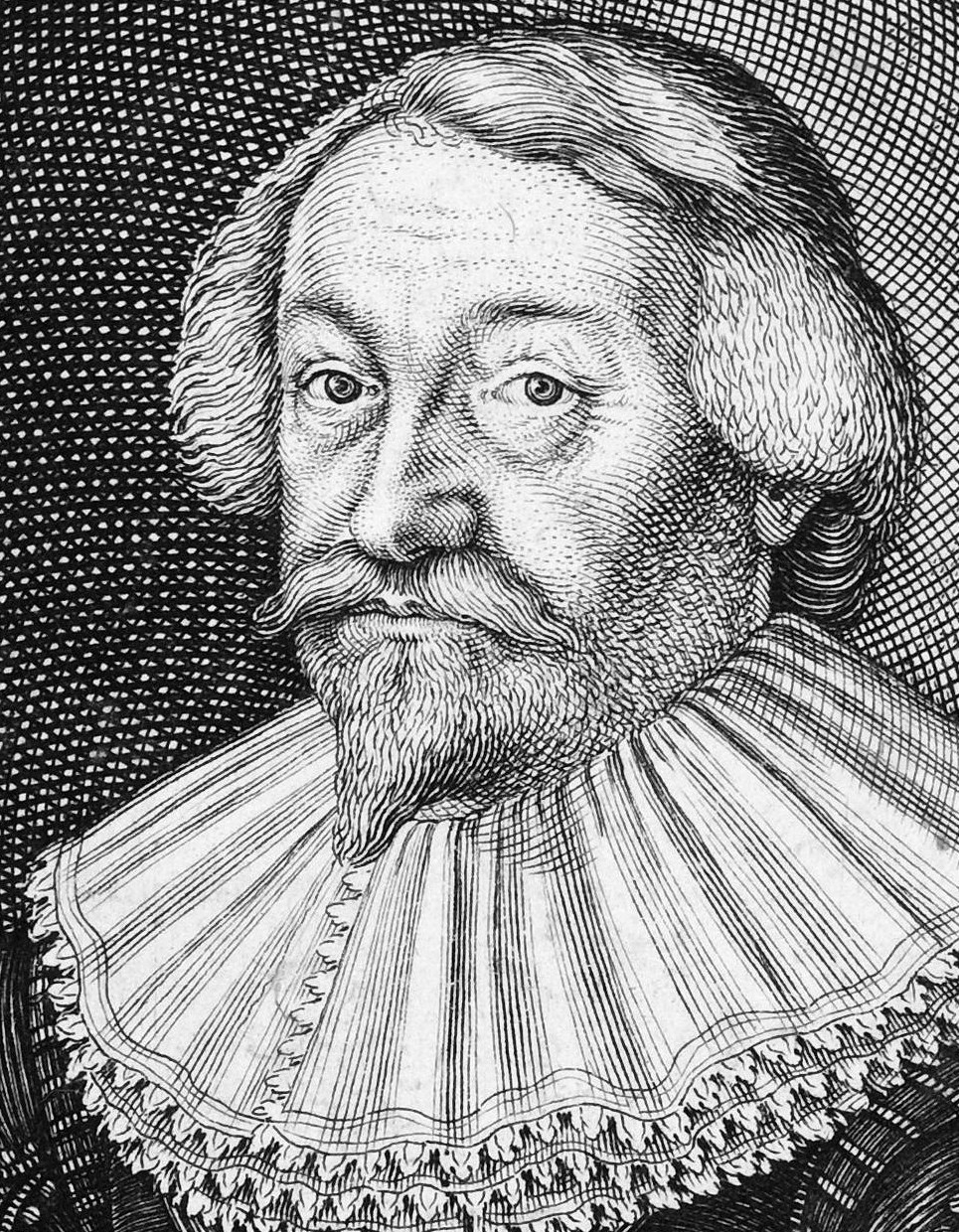
Johann Jeep (1635)

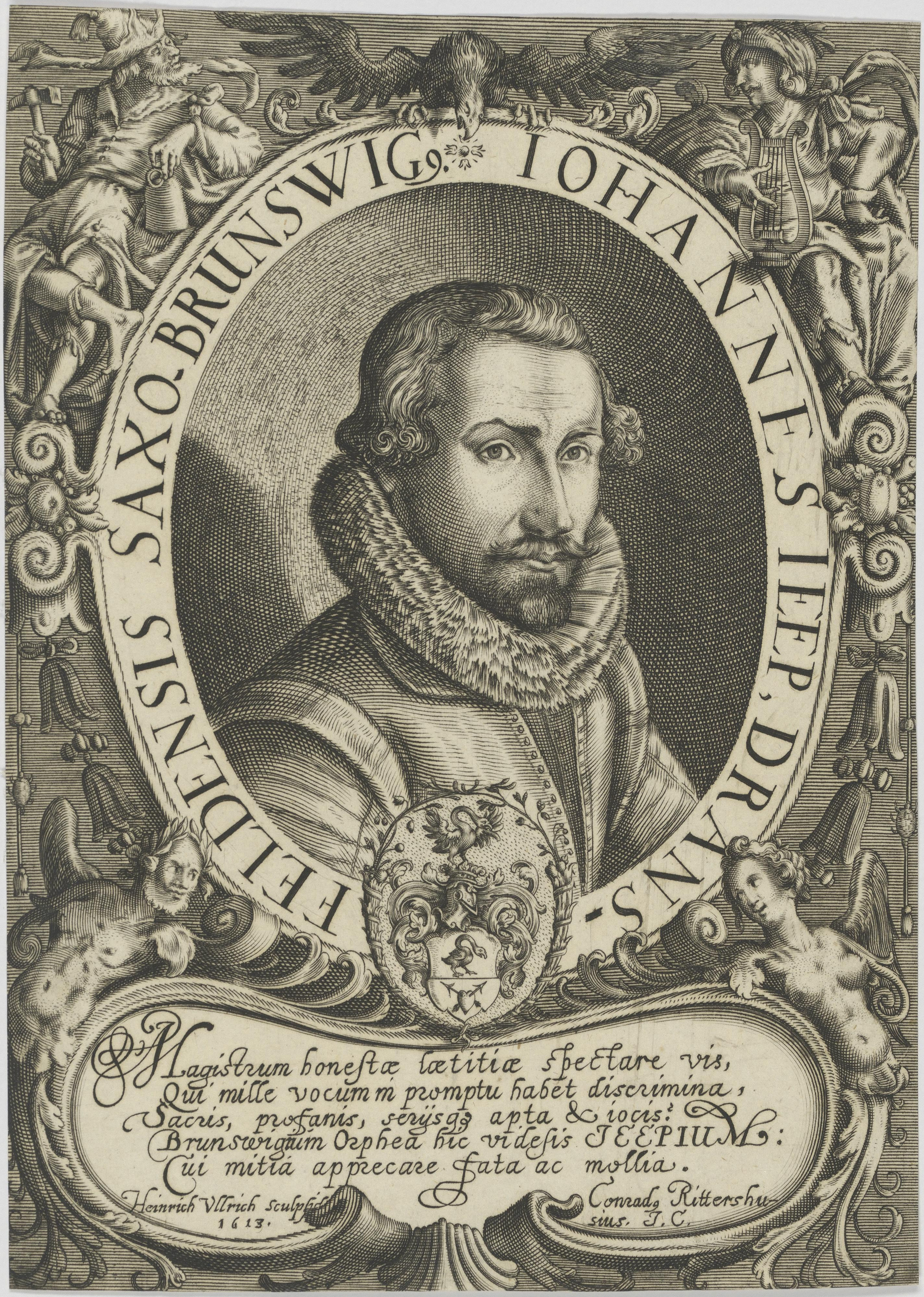
Johann Jeep (1614)

Johann Jeep (auch Johannes Jeep, * 1582 in Dransfeld; † 19. November 1644 in Hanau) war ein deutscher Organist, Kapellmeister, Liederkomponist und Zeichner.

## Leben und Wirken
Wesentliche Teile der Lebensbeschreibung von Johann Jeep befinden sich, außer in seinen eigenen musikalischen Veröffentlichungen, in einer Hanauer Begräbnisrede, darüber hinaus auch in Aktenstücken aus der Weikersheimer und Frankfurter Zeit des Komponisten. Aus ihnen ergibt sich, dass Jeep aus einer angesehenen Dransfelder Familie stammt; sein Vater Heinrich Jeep war Schäfer und Landwirt. Nach dem Besuch der Lateinschule in Göttingen und Celle wurde er wegen seiner „anmüthigen Discantstimm“ in die Hofkapelle in Celle aufgenommen. Etwa um das Jahr 1600 wandte er sich zu weiteren Musikstudien nach Nürnberg und Altdorf. In einem Widmungstext von 1609 erscheint er als „Artis Musices Studiosus“, was auf einen Musikerberuf ohne bisherige Anstellung hindeutet. Über seine Nürnberger Zeit gibt es keine direkten Belege, aber die Lobreden zu seinem Studentengärtlein bezeugen die Wertschätzung seitens der geistigen Elite Nürnbergs und Altdorfs. Musikhistoriker glauben, dass Jeep bei Hans Leo Haßler Unterricht gehabt haben könnte (Haßler war von 1601 bis 1605 Oberster Musicus in Nürnberg), oder vielleicht bei dessen Bruder Caspar Haßler (1562–1618) oder bei dem Sebaldus-Organisten Hans Christoph Heyden (1572–1617). In den Listen der Studierenden der Nürnberger Universität in Altdorf ist er zwar nicht aufgeführt, aber in einem Nachruf ist von Altdorf als einem von Jeeps Studienorten die Rede, auch von einer Studienreise nach „Frankreich, Italien, Venedig etc.“, die möglicherweise 1608/09 stattfand.
Im Herbst 1613 wurde der Komponist Nachfolger von Erasmus Widmann auf der Stelle eines Kapellmeisters und Organisten am Hof des Fürsten von Hohenlohe in Weikersheim. In dessen Diensten blieb er bis 1636, und zwar ab 1627 hauptsächlich als Steuerbeamter in dem nahen Ort Hollenbach.
In Weikersheim heiratete Jeep am 5. Juli 1614 die verwitwete Barbara Herbst. Nach deren Tod (▭ 20. April 1624) ehelichte er in Ansbach die verwitwete Anna Margarete Sturm. In den Kirchenbüchern sind die folgenden Kinder verzeichnet:
- Johann Ludwig (〰 26. August 1615)
- Magdalena (〰 3. Juli 1616)
- Johann Dietrich (〰 19. April 1621, ▭ 13. April 1625)
- Ursula (〰 3. April 1624, ▭ 13. April 1624)
- Johann Lorenz (▭ 24. Juli 1629)
- Christina (▭ 24. Juli 1629)

Die Wirren des Dreißigjährigen Krieges, insbesondere die Nördlinger Schlacht von 1634, zwangen ihn, Weikersheim zu verlassen; er ging nach Frankfurt am Main und übernahm dort das Amt des Musikdirektors von Johann Andreas Herbst auf dessen besondere Empfehlung, welcher 1636 einem Ruf als Kapellmeister an die Nürnberger Frauenkirche gefolgt war. Jeep hatte in diesem Amt jedoch keine glückliche Hand; der Rat der Stadt Frankfurt hielt schon 1639 hinter seinem Rücken nach einem Nachfolger Ausschau. Nach erfolgter Kündigung seitens des Rats wurde die Stelle neu besetzt. Der enttäuschte Jeep war im Sommer 1640 auf dem Rückweg nach Weikersheim, blieb jedoch in Hanau, wo er vermutlich im Schuldienst wirkte; im Jahr 1642 fand er eine Stellung als Kapellmeister am Hof des Grafen von Hanau-Münzenberg, wo er auch als Organist der Marienkirche wirkte. Seine erfolgreichen Jahre als Komponist waren jedoch vorbei.

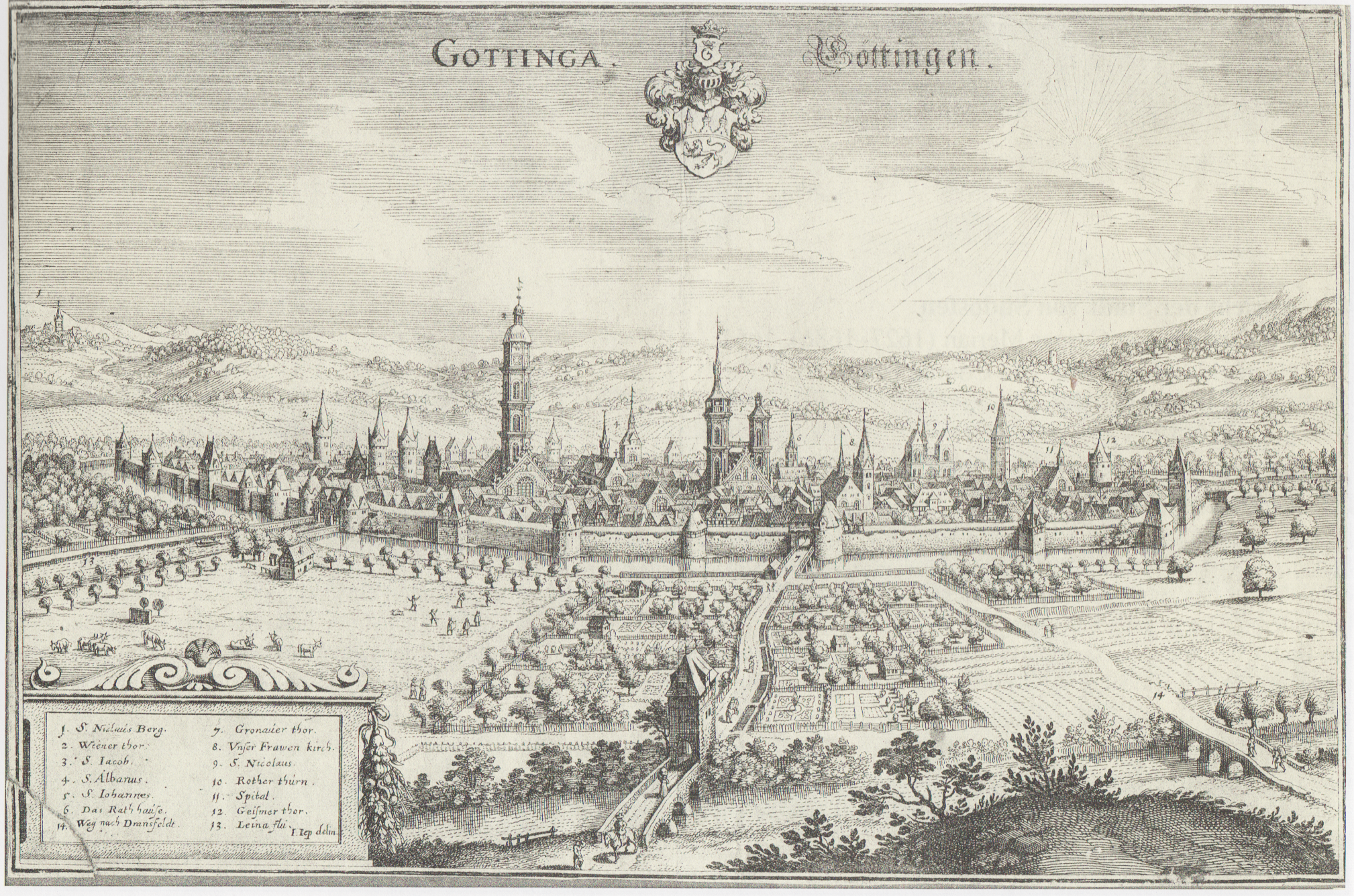
Stadtansicht von Göttingen, Kupferstich von 1641, nach Jeeps Vorzeichnung von um 1610. In der Legende signiert „I. Iep delin.“

Jeep war auch als talentierter Zeichner tätig. Bekannt ist seine Vorzeichnung aus der Zeit um 1610 zu einer der ältesten Stadtansichten von Göttingen, die Matthäus Merian 1641 als Kupferstich veröffentlichte.

## Bedeutung
Johann Jeep war ein bedeutender Meister des deutschen Liedes und trug mit seinen Sammlungen Studentengärtlein, Geistliche Psalmen und Kirchengesäng sowie Andächtiges Bettbüchlein viel zur Entwicklung dieser Gattung bei. Er war auch ein sprachbegabter Autor, was aus der Textierung einer italienischen Tricinien-Sammlung aus dem Jahr 1610 hervorgeht. Auch die Texte seines Studentengärtleins stammen von ihm. Zusammen mit seiner Musik traf er hier einen vergnüglichen Ton, der auf große Resonanz stieß; darüber hinaus zeigt seine musikalische Schreibweise Eleganz und auch einen geschulten Komponisten, was einige eingestreute motettisch-seriöse Sätze bezeugen. Der musikalische Epitaph auf Valentin Haussmann weist auf eine engere Beziehung des Komponisten zu diesem bedeutenden Autor italienischer Textadaptionen hin. Jeeps Kantionalsätze sind gediegen, halten sich aber an das zeitgenössisch Übliche, wie auch seine letzte madrigalische Komposition von 1640 keine selbständige Continuo-Stimme besitzt. Bis in unsere Zeit beliebt ist aber sein vierstimmiges Lied „Musica, die ganz lieblich Kunst“ aus dem Jahr 1614.
In Dransfeld ist die Johannes-Jeep-Straße nach ihm benannt.

## Werke
- Geistliche Vokalmusik
  - „Fili in tua infirmitate ne despicias teipsum“ zu drei Stimmen in Sacrarum melodiarum tribus vocibus compositarum, Nürnberg 1605
  - „Geistliche Psalmen und Kirchengesäng“ zu vier Stimmen, Nürnberg 1609
  - „Christ, heiliger Gott“ zu vier Stimmen, Nürnberg 1615 (verschollen)
  - [114] „Geistliche Psalmen und Kirchengesänge wie sie […] bevorab zu Weikersheimb in der […] Grafschafft Hohenlohe etc. zu singen gebräuchlich“ zu vier Stimmen, Nürnberg 1629 (darin fünf eigene Melodien)
  - „Andächtiges Bettbüchlein“, Ulm 1631 (verschollen)
  - „Dies ist mein lieber Sohn“, Kanon zu vier Stimmen, Frankfurt am Main 1635
  - „Weynachtsgesang“, Frankfurt am Main 1637 (verschollen)
  - „Hymnus hymenaeus […] auß dem 2. Capitel deß Hohenlieds Salomonis […] auff italiänische Madrigalen arth“ für fünf Singstimmen und Generalbaß, Hanau 1640
  - „Ach Gott und Herr“ zu vier Stimmen, in Harmonisches Chor- und Figural Gesang-Buch, Frankfurt am Main 1659
  - „An Gott niemand verzage“ zu vier Stimmen
- Weltliche Vokalmusik
  - „Studentengärtleins erster Theil [17] neuer lustiger weltlicher Liedlein“ zu drei bis fünf Stimmen, Nürnberg (Auflagen 1 bis 3: 1605–1610, verschollen), Auflagen 4 bis 7: 1614, 1618, 1622 und 1626
  - „Studentengärtleins Ander Theil, [17] neuer lustiger Weltlicher Liedlein“ zu vier bis 5 Stimmen, Nürnberg 1614, 1619 und 1622
  - „Musikalisches Stücklein“, Frankfurt am Main 1638 (verschollen)
- Bearbeitungen und Editionen
  - [24] „Schöne auserlesene liebliche Tricinia, hiebevorn von Laurentio Medico in Wellscher Sprach aussgangen, jetzo […] mit lustigen Teutschen Texten ersetzet“, Nürnberg 1610
  - „24 Psalmen […] von […] Ambrosio Lobwassern“, in Geistliche Psalmen, 1629 (Bearbeitung von Erasmus Widmanns Sätzen)
  - „Christliches Gesang-Büchlein“, Ulm 1648 (Andachtsbuch ohne Noten).